# Nam Ngum Dam
Nam Ngum Dam är en damm med ett vattenkraftverk i floden Nam Ngum i provinsen Vientiane i Laos. Den ligger 60 kilometer norr om huvudstaden Vientiane och det närmaste  större samhället är Muang Phôn-Hông.
Vattenkraftverket är det största i Laos och producerar nästan all  elenergi som används i Vientiane och resten av landet. Omkring 75 % av elproduktionen exporteras till Thailand och är en viktig del av Laos ekonomi. En utbyggnad med ytterligare tre 40 MW turbiner i två etapper planeras. Den första etappen beräknas klar år 2020.

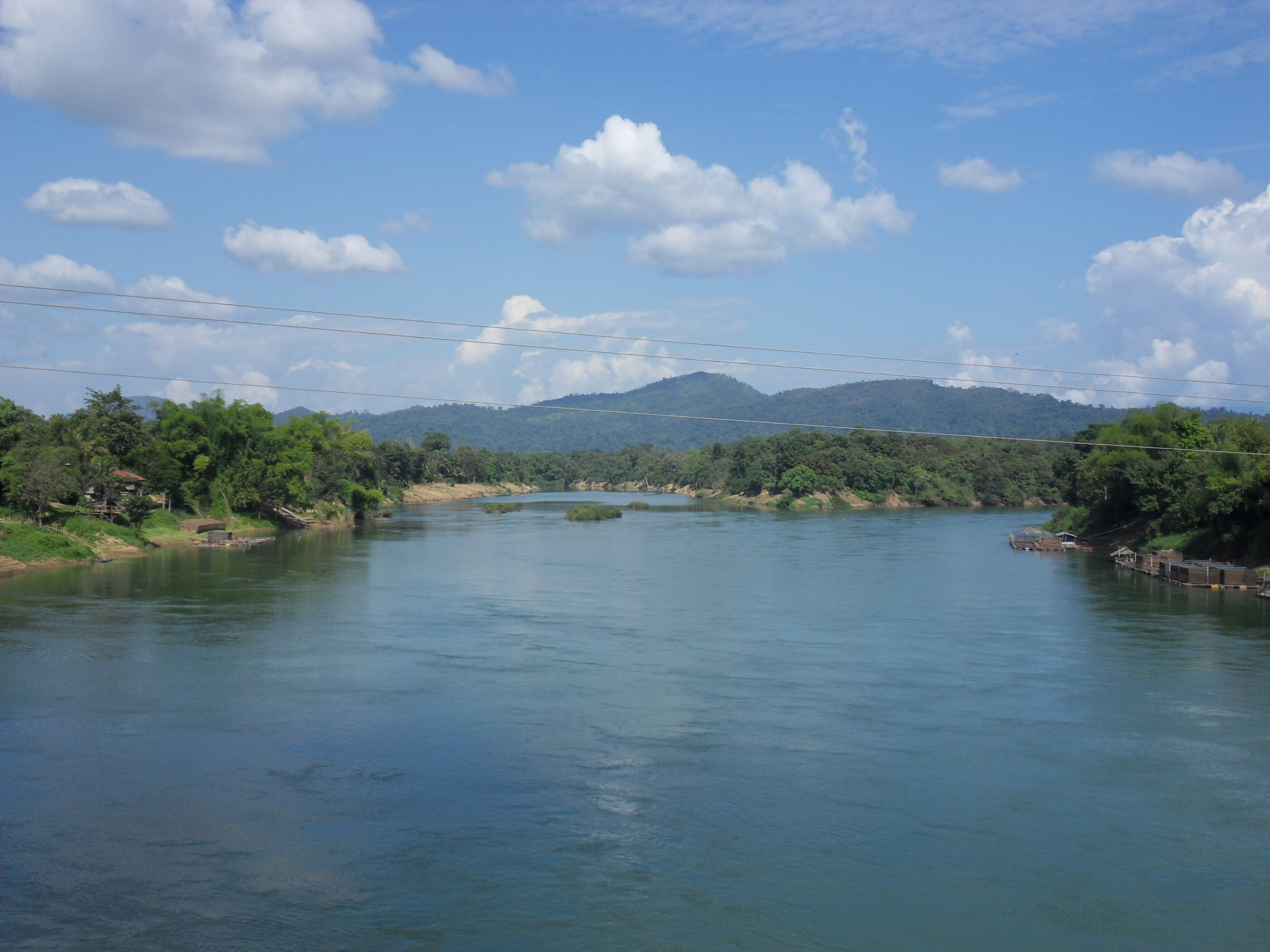
Vattenreservoaren.

Vattenreservoaren Ang Nam Ngum är landets största sjö med en yta på 250 km². Sedan 1996 leds 400 m³/s vatten från floden Nam Song till reservoaren för att öka elproduktionen.